# 高石 (川崎市)
高石（たかいし）は、神奈川県川崎市麻生区の地名。現行行政地名は高石1丁目から高石6丁目。住居表示実施済区域。

## 地理
麻生区の北東部に位置し、南に東百合丘、南西に百合丘、北西に千代ケ丘・万福寺、北に細山、北東に多摩美、東に多摩区西生田と接している。

### 地価
住宅地の地価は、2025年（令和7年）1月1日の公示地価によれば、高石3丁目21-9の地点で21万4000円/m²、高石5丁目3-6の地点で21万円/m²となっている。

## 歴史

### 沿革
- 江戸時代の高石村（旗本加賀美氏知行）に由来する。
- 1889年（明治22年）4月1日 - 町村制の施行により、生田村が成立。橘樹郡生田村大字高石となる。
- 1938年（昭和13年）10月1日 - 川崎市に編入。川崎市高石となる。
- 1972年（昭和47年）4月1日 - 川崎市が政令指定都市の制定に伴い、多摩区が新設。川崎市多摩区高石となる。
- 1982年（昭和57年）7月1日 - 多摩区から麻生区が分区し、川崎市麻生区高石となる。
- 1984年（昭和59年）11月19日 - 住居表示を実施に伴い、高石の一部を編入し、高石1丁目から高石6丁目を新設。また、高石（大字）を廃止[5][8]。

### 町名の変遷
| 実施後    | 実施年月日                 | 実施前（各町名ともその一部）       |
| --------- | -------------------------- | ---------------------------------- |
| 高石1丁目 | 1984年（昭和59年）11月19日 | 字中村、森下（各一部）             |
| 高石2丁目 | 1984年（昭和59年）11月19日 | 字本村、寺前、稲荷森（各一部）     |
| 高石3丁目 | 1984年（昭和59年）11月19日 | 字中村、森下、弦巻、石神（各一部） |
| 高石4丁目 | 1984年（昭和59年）11月19日 | 字石神、水暮、三谷（各一部）       |
| 高石5丁目 | 1984年（昭和59年）11月19日 | 字三谷、猫三谷（各一部）           |
| 高石6丁目 | 1984年（昭和59年）11月19日 | 字猫三谷、烏沢（各一部）           |

## 世帯数と人口
2025年（令和7年）6月30日現在（川崎市発表）の世帯数と人口は以下の通りである。
| 丁目      | 世帯数    | 人口     |
| --------- | --------- | -------- |
| 高石1丁目 | 1,395世帯 | 2,358人  |
| 高石2丁目 | 1,318世帯 | 2,485人  |
| 高石3丁目 | 1,918世帯 | 3,412人  |
| 高石4丁目 | 2,354世帯 | 4,016人  |
| 高石5丁目 | 881世帯   | 1,879人  |
| 高石6丁目 | 755世帯   | 1,816人  |
| 計        | 8,621世帯 | 15,966人 |

### 人口の変遷
国勢調査による人口の推移。
| 年                 | 人口   |
| ------------------ | ------ |
| 1995年（平成7年）  | 13,609 |
| 2000年（平成12年） | 15,108 |
| 2005年（平成17年） | 15,331 |
| 2010年（平成22年） | 15,840 |
| 2015年（平成27年） | 15,620 |
| 2020年（令和2年）  | 15,922 |

### 世帯数の変遷
国勢調査による世帯数の推移。
| 年                 | 世帯数 |
| ------------------ | ------ |
| 1995年（平成7年）  | 5,808  |
| 2000年（平成12年） | 6,675  |
| 2005年（平成17年） | 6,930  |
| 2010年（平成22年） | 7,511  |
| 2015年（平成27年） | 7,506  |
| 2020年（令和2年）  | 8,004  |

## 学区
市立小・中学校に通う場合、学区は以下の通りとなる（2021年12月時点）。
| 丁目      | 番・番地等       | 小学校                 | 中学校               |
| --------- | ---------------- | ---------------------- | -------------------- |
| 高石1丁目 | 全域             | 川崎市立西生田小学校   | 川崎市立西生田中学校 |
| 高石2丁目 | 全域             | 川崎市立西生田小学校   | 川崎市立西生田中学校 |
| 高石3丁目 | 全域             | 川崎市立西生田小学校   | 川崎市立西生田中学校 |
| 高石4丁目 | 全域             | 川崎市立百合丘小学校   | 川崎市立西生田中学校 |
| 高石5丁目 | 1～5番 16～22番  | 川崎市立百合丘小学校   | 川崎市立西生田中学校 |
| 高石5丁目 | 6～15番 23～28番 | 川崎市立南百合丘小学校 | 川崎市立長沢中学校   |
| 高石6丁目 | 全域             | 川崎市立南百合丘小学校 | 川崎市立長沢中学校   |

## 事業所
2021年（令和3年）現在の経済センサス調査による事業所数と従業員数は以下の通りである。
| 丁目      | 事業所数  | 従業員数 |
| --------- | --------- | -------- |
| 高石1丁目 | 40事業所  | 200人    |
| 高石2丁目 | 21事業所  | 93人     |
| 高石3丁目 | 57事業所  | 298人    |
| 高石4丁目 | 36事業所  | 210人    |
| 高石5丁目 | 19事業所  | 68人     |
| 高石6丁目 | 9事業所   | 19人     |
| 計        | 182事業所 | 888人    |

### 事業者数の変遷
経済センサスによる事業所数の推移。
| 年                 | 事業者数 |
| ------------------ | -------- |
| 2016年（平成28年） | 177      |
| 2021年（令和3年）  | 182      |

### 従業員数の変遷
経済センサスによる従業員数の推移。
| 年                 | 従業員数 |
| ------------------ | -------- |
| 2016年（平成28年） | 730      |
| 2021年（令和3年）  | 888      |

## 交通
- 神奈川県道124号稲城読売ランド前停車場線

## 施設
- 川崎市立西生田中学校

## その他

### 日本郵便
- 郵便番号 : 215-0003[3]（集配局：麻生郵便局[19]）

### 警察
町内の警察の管轄区域は以下の通りである。
| 丁目      | 番・番地等 | 警察署     | 交番・駐在所 |
| --------- | ---------- | ---------- | ------------ |
| 高石1丁目 | 全域       | 麻生警察署 | 百合丘交番   |
| 高石2丁目 | 全域       | 麻生警察署 | 百合丘交番   |
| 高石3丁目 | 全域       | 麻生警察署 | 百合丘交番   |
| 高石4丁目 | 全域       | 麻生警察署 | 百合丘交番   |
| 高石5丁目 | 全域       | 麻生警察署 | 百合丘交番   |
| 高石6丁目 | 全域       | 麻生警察署 | 百合丘交番   |

## 関連文献
- 「高石村」『新編武蔵風土記稿』 巻ノ59橘樹郡ノ2、内務省地理局、1884年6月。NDLJP:763983/50。